# Colaxes nitidiventris
Colaxes nitidiventris är en spindelart som beskrevs av Simon 1900. Colaxes nitidiventris ingår i släktet Colaxes och familjen hoppspindlar. Inga underarter finns listade i Catalogue of Life.